# كامي بالانتين
كامي بالانتين (بالإنجليزية: Cammy Ballantyne)‏ هو لاعب كرة قدم بريطاني في مركز الدفاع، ولد في 13 أبريل 1997 في غلاسكو في المملكة المتحدة. لعب مع نادي دمبرتون.

## وصلات خارجية
- كامي بالانتين على موقع Soccerbase.com (لاعب) (الإنجليزية)